# Buddy Melges
Buddy Melges (Elkhorn, Wisconsin; 26 de enero de 1930 – 18 de mayo de 2023) fue un regatista de Estados Unidos que ganó dos medallas en los Juegos Olímpicos y en los Juegos Panamericanos en vela.

## Carrera
Melges ganó la medalla de oro en Múnich 1972 en Soling y bronce en Tokio 1964 en Flying Dutchman, además de que ganó dos Stars de campeón mundial (1978 y 1979), tres veces campeón mundial en la clase 5.5 Metre (1967, 1973 y 1983), cinco veces campeón nacional en E-Scow (1965, 1969, 1978, 1979 y 1983), siete veces campeón mundial en skeeter ice boat (1955, 1957, 1970, 1972, 1974, 1980 y 1981), y tres veces ganador del Premio Regatista del Año (1961, 1972 y 1978). También ayudó a Bill Koch a retener la America's Cup en 1992.
Después Melges fue introducido al Salón de la Fama de la America's Cup en 2001 y en el Salón de la Fama de la Inland Lake Yachting Association en 2002. Después pasaría a formar parte de la National Sailing Hall of Fame en 2011. Melges perteneció a varios clubes de yates en Estados Unidos. Se caracterizó como un "Gran Maestro" en las competiciones de vela y llegó a ser conocido como el "Mago de Zenda".
Luego sería introducido al Salón de la Fama de la Vela.